# Депортіво Платенсе
Футбольний клуб «Депортіво Платенсе» (ісп. Platense Fútbol Club) — професійний гондураський футбольний клуб із міста Пуерто-Кортес. Клуб був заснований у 1960 році, та проводить домашні матчі на стадіоні «Естадіо Ексельсьйор» місткістю 12 тисяч глядачів. Клуб грає в Лізі де Ассенсо, другому дивізіоні гондураського футболу. З 1964 року клуб грав у Національній футбольній лізі Гондурасу, та став першим переможцем ліги в 1966 році. Клуб тривалий час був одним із претендентів на медалі, другий чемпіонський титул «Платенсе» здобув у сезоні 2000—2001 років, команда також тричі вигравала Кубок Гондурасу. Проте з початку 2010-х років результати команди поступово погіршувалися, і за підсумками сезону 2021—2022 років клуб вибув до другого гондураського дивізіону.

## Титули і досягнення
- Чемпіон Гондурасу (2): 1965–66, Клаусура 2000—2001
- Володар Кубка Гондурасу (3): 1996, 1997, 2018